# Wilhelm Anton Christian Carl Abel
Wilhelm Anton Christian Carl Abel (Braunschweig, circa 1748 – Flensburgo, 1795) è stato un violinista e pittore tedesco, membro della famiglia Abel.

## Biografia
Era figlio di Leopold August Abel e fratello di Wilhelm August Christian Abel, August Christian Andreas Abel e Friedrich Ludwig Aemilius Abel. Insieme ai due fratelli musicisti, fu dal 1769 secondo violinista nella Mecklenburg-Schwerinsche Hofkapelle, dove il padre suonava il primo violino. Dal 1772 al 1776 fu musicista e pittore presso Federico Enrico Guglielmo di Schleswig-Holstein-Sonderburg-Glücksburg. Trasferitosi a Copenaghen, dove lavorò come ritrattista e paesaggista, mutò il suo cognome in «Abelgaard». Nel 1785 si spostò a Flensburgo, dove visse ancora come pittore.
Il 5 maggio 1773 sposò a a Glücksburg la domestica Anna Maria Rosen (1743–1788). Il 3 ottobre 1788 sposò (sotto nome di «Vilhelm Antono Abelgaard») a Odense Elisabeth Margaretha Martini (1755–1802).